# Estación de Lugo
Lugo es una estación ferroviaria situada en la ciudad española de Lugo, en la comunidad autónoma de Galicia. Dispone de servicios de Larga y Media Distancia operados por Renfe. Existe otra estación en la ciudad, Lugo-Mercancías, dedicada exclusivamente al tráfico de mercancías.
Registró en 2023 un tráfico de 67.603 pasajeros, siendo la tercera estación con mayor número de viajeros de la provincia de Lugo (por detrás de Monforte de Lemos y Sarria) y la undécima de Galicia.

## Situación ferroviaria
La estación se encuentra en el punto kilométrico 432,052 de la línea férrea de ancho ibérico que une León con La Coruña, entre las estaciones de Rábade y de Lajosa. El tramo es de vía única y está sin electrificar.

## Historia
El ferrocarril llegó a Lugo el 10 de octubre de 1875 con la apertura del tramo La Coruña-Lugo de la línea férrea Palencia-La Coruña por parte de la Compañía de los Ferrocarriles de Asturias, Galicia y León que tuvo que embarcarse en unas obras de gran complejidad debido a la orografía del terreno en algunas zonas. En 1885, la mala situación económica de la empresa concesionaria le obligó a fusionarse con la potente Compañía de los Caminos de Hierro del Norte de España. En 1941, Norte fue nacionalizada e integrada en la recién creada Renfe quien gestionó la estación hasta la separación de Renfe en Adif y Renfe Operadora el 31 de diciembre de 2004.
El 4 de agosto de 2010, Fomento, el Ayuntamiento de Lugo y la Junta de Galicia firmaron un acuerdo para la construcción de la nueva estación intermodal de Lugo que integrará tren y autobús y que se situará en el emplazamiento de la actual estación de tren. La obra abrirá las puertas a la llegada del AVE a la ciudad. El 29 de abril de 2011 Fomento aprobó un anteproyecto de estación con forma de puente presentado por Eptisa Servicios de Ingeniería, Junquera Arquitectos y Calter Ingeniería. Una vez firmado el contrato el plazo de ejecución será de 27 meses.

## La estación

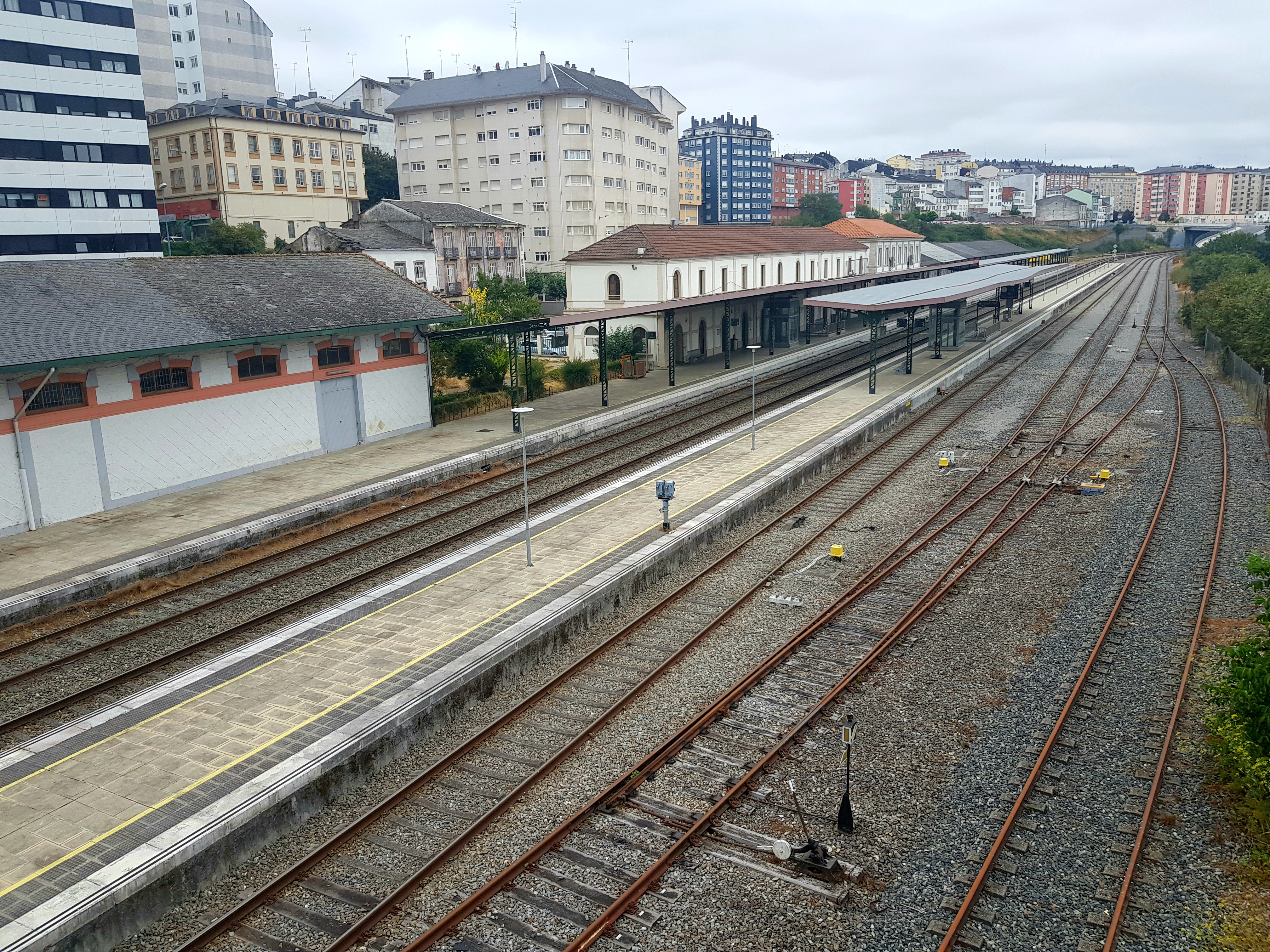
Andenes y vías de la estación de Lugo.

El edificio de viajeros de la estación de Lugo es una estructura de dos pisos de planta alargada y rectangular que luce un aspecto clásico. Se sitúa en el centro de la ciudad cerca de la muralla romana y del casco viejo. 
Cuenta con dos andenes, uno lateral y otro central al que acceden tres vías. Otras cuatro vías completan las instalaciones. Los cambios de andén se realizan gracias a un paso subterráneo. Recientemente se ha adaptado la estación para personas minusválidas subiendo la altura de los andenes para que estas personas puedan subir fácilmente a los trenes. Se construyeron dos ascensores que se comunican con el paso subterráneo para ser usados para equipajes, carritos de bebés y personas minusválidas.
Dispone de venta de billetes, atención al cliente, aseos y cafetería. Todo el recinto está equipado con servicios adaptados para las personas con discapacidad. En el exterior existe un aparcamiento situado enfrente del edificio, una parada de taxi y otra de autobuses urbanos.

## Servicios ferroviarios

### Larga distancia
A pesar de su condición de capital de provincia, Lugo no dispone de una gran variedad de conexiones ferroviarias de largo recorrido. Actualmente los únicos servicios de Larga Distancia son el Alvia que une la ciudad con Madrid (vía Zamora) y el Intercity, que sirve de enlace con otros trenes de Largo Recorrido, que uniéndola con Monforte de Lemos y Orense.
Antes de la pandemia de COVID-19 también paraban en la estación los trenes nocturnos Trenhotel Atlántico, que unía Madrid con Ferrol, y Trenhotel Galicia, que unía Barcelona con La Coruña. Ambos fueron suprimidos por la pandemia de COVID-19.

### Media distancia
Los trenes de Media Distancia de Renfe cubren el trayecto entre La Coruña o Lugo y Monforte de Lemos u Orense. Algunos de ellos sirven de enlace para coger el AVE a Madrid en Orense y el Alvia a Barcelona en Monforte de Lemos.